# 白浜町 (薩摩川内市)
白浜町（しらはまちょう）は、鹿児島県薩摩川内市の町。旧薩摩国薩摩郡東郷白浜村、薩摩郡下東郷村大字白浜、川内市白浜町。郵便番号は895-0001。人口は214人、世帯数は109世帯（2020年10月1日現在）。

## 地理
薩摩川内市の西部、川内川下流域に位置している。ここまで西流してきた川内川は当地で向きを変えて南流している。字域の北方には東郷町斧渕、北方から西方にかけて田海町、南方には天辰町、西方には中郷町、東方には楠元町がそれぞれ接している。
字域の西方を鹿児島県道394号山崎川内線が南北に通り、途中から西方に進路を変えている。北方には田海町へ接続する白浜橋がある。1987年（昭和62年）までは現在の県道394号を宮之城線が通っており、字域内には薩摩白浜駅が所在していた。

### 小字
小字は島畑、笹原、烏山、仏ノ前、外園、境田、杉角、堂路、石田ヶ原、永山、日置ヶ迫、八幡ノ上、八幡ノ下、川畑、萩ヶ丸、四反田、兎田、藺牟田、山口、枦ヶ平、上大谷、中大谷、下大谷、坂元、袋山、六郎石がある。

### 町名の由来
「白浜」という地名は西流する川内川が当地にて向きを変えて南流するため、流砂が河岸に堆積されたことに由来しているとされている。

## 歴史

### 白浜の成立と中世
白浜という地名は南北朝期より見え、薩摩国東郷別符のうちであった。康永4年に島津貞久より白浜五郎へ渡された預状には「被参御方之間、所領白浜村内売残田壱町并薗三ヶ所」とある。
渋谷東郷氏系図によると、東郷八代重信の弟である重貫は白浜の地を与えられ、白浜氏と称した。その後中世末期まで白浜氏が当地を治めていたと考えられる。

### 江戸期の白浜
江戸時代には薩摩国薩摩郡東郷（外城）のうちであり、村高は「天保郷帳」では175石余、「旧高旧領取調帳」では234石余であった。地内には浦町が置かれ、町場が形成され、白浜町と呼ばれた。

### 町村制施行以後
1889年（明治22年）には町村制が施行したのに伴い、白浜村、田海村、中郷村の区域より薩摩郡下東郷村が成立し、それまでの白浜村は下東郷村の大字「白浜」となった。
1957年（昭和32年）4月1日には下東郷村が川内市、薩摩郡東郷町、高城村に分割編入されることとなり、大字白浜の区域は全域が川内市に編入された。4月15日に鹿児島県公報に掲載された「 大字の廃止及び町の新設」（鹿児島県告示）により4月1日付で大字白浜を廃し、その区域を以て新たに川内市の町「白浜町」が設置された。
2004年（平成16年）10月12日に川内市、東郷町、入来町、祁答院町、樋脇町、下甑村、上甑村、鹿島村、里村が新設合併し薩摩川内市が設置された。この市町村合併に伴い設置された法定合併協議会において川内市の町・字については「現行通りとする。」と協定されたため、名称の変更は行われずに薩摩川内市の町となった。

## 人口
以下の表は国勢調査による小地域集計が開始された1995年以降の人口の推移である。
| 年                 | 人口 |
| ------------------ | ---- |
| 1995年（平成7年）  | 378  |
| 2000年（平成12年） | 357  |
| 2005年（平成17年） | 342  |
| 2010年（平成22年） | 298  |
| 2015年（平成27年） | 251  |
| 2020年（令和2年）  | 214  |

## 施設

### 公共
- 白浜公民館

### 寺社
- 阿羅人神社
- 杉之角熊野神社

## 小・中学校の学区
市立小・中学校に通う場合、学区（校区）は以下の通りとなる。
| 町丁   | 番地 | 小学校                 | 中学校                 |
| ------ | ---- | ---------------------- | ---------------------- |
| 白浜町 | 全域 | 薩摩川内市立八幡小学校 | 薩摩川内市立平成中学校 |

## 交通

### 道路
一般県道
- 鹿児島県道394号山崎川内線

### 鉄道（廃止路線）
日本国有鉄道宮之城線
- 薩摩白浜駅
1936年（昭和11年）に薩摩白浜駅として川内町駅・楠元駅間に設置され[17]、戦時中の1945年（昭和20年）に営業休止されるが[18]、1947年（昭和22年）に営業が再開された[19]。1987年（昭和62年）に宮之城線の全線が廃止され薩摩白浜駅も廃駅となった。